# 흰부리아비
흰부리아비(영어: yellow-billed loon 또는 white-billed diver, Gavia adamsii)는 아비목 아비속에 속하는 새이다. 유라시아 대륙 북부, 특히 북아메리카 대륙 극북부에서 서식한다. 겨울에는 스칸디나비아반도 연안, 쿠릴 열도, 일본 연안, 한국, 북아메리카 서해안 등지로 남하하는데 바다에서 겨울을 보낸다. 드물게 황해에서 월동하기도 한다.
몸 길이는 약 89cm이며 아비목에 속하는 새 중에서 가장 큰 종이다. 부리는 다소 두껍고 노란색 또는 흰색을 띠고 있는데 윗부분이 약간 휘어져 있다. 어른이 된 새는 여름에 날개, 머리, 목에 광택이 나는 검은색을 띠고 목구멍과 목 옆에는 하얀색과 검은색 세로 줄무늬가 있다. 몸의 윗부분에는 검은 점이 있고 몸의 아랫부분은 흰색을 띠고 있다. 어른이 된 새는 겨울에 몸의 윗부분은 회색, 몸의 아랫부분은 흰색을 띠고 있다. 어린 새는 몸의 윗부분이 갈색을 띠고 있고 암컷과 수컷 모두 같은 색을 띠고 있다.